# Pattinaggio di velocità ai IX Giochi asiatici invernali - 5000 metri maschile
La gara dei 5000m maschili si è svolta il 9 febbraio 2025 allo Heilongjiang Winter Sports Training Center di Harbin, in Cina.

## Risultati
| Rank | Pair | Atleta             | Tempo   | Note |
| ---- | ---- | ------------------ | ------- | ---- |
| 1    | 8    | Wu Yu              | 6:27.82 |      |
| 2    | 4    | Liu Hanbin         | 6:29.93 |      |
| 3    | 8    | Hanahati Muhamaiti | 6:31.54 |      |
| 4    | 6    | Lee Seung-hoon     | 6:32.43 |      |
| 5    | 6    | Chung Jae-won      | 6:39.48 |      |
| 6    | 7    | Danila Semerikov   | 6:39.71 |      |
| 7    | 3    | Taiyo Morino       | 6:42.10 |      |
| 8    | 5    | Motonaga Arito     | 6:42.63 |      |
| 9    | 2    | Vadim Yakubovskiy  | 6:47.49 |      |
| 10   | 3    | Kotaro Kasahara    | 6:47.82 |      |
| 11   | 4    | Park Sang-eon      | 6:50.85 |      |
| 12   | 5    | Bakdaulet Sagatov  | 6:53.77 |      |
| 13   | 7    | Vitaliy Chshigolev | 6:53.89 |      |
| 14   | 1    | Vishwaraj Jadeja   | 7:47.31 |      |
| 15   | 2    | Daniel Concessao   | 8:28.76 |      |
| —    | 1    | Amitesh Mishra     | DSQ     |      |